# ワライカワセミ
ワライカワセミ（笑い翡翠・学名Dacelo novaeguineae）は、ブッポウソウ目カワセミ科に分類される鳥。人が大笑いしているような「ウワハハハハ……」と聞こえる独特の大声でさえずることからこの名がある。

## 形態
全長は65センチメートル。ハトとカラスの中間くらいの大きさであり、カワセミ科の中では最大の種類である。
くちばしが短くて太く、くちばし上部は黒色で、下部は肌色。頭部と腹は白いが、黒褐色の過眼線があり、冠羽は黒褐色の斑が混じる。翼を含む背面は濃褐色で、翼の中ほどの小雨覆および中雨覆と腰に水色が混じる。尾羽は茶褐色で、黒色の帯が7本前後はいる。尾羽の先端部は白色。

## 分布
オーストラリア北東部のヨーク岬半島から南オーストラリア州アデレード付近にかけて。また、西オーストラリア州南西部やタスマニア島、カンガルー島、ニュージーランドにも移入され、分布を広げている。

## 亜種
- D.n.novaeguineae：基亜種。
- D.n.minor：ヨーク半島亜種。基亜種よりも小型。

## 生態
森林地帯から、木がまばらに生える草原まで様々な環境に生息するが、都市部にも進出している。大声でさえずって縄張りを誇示するが、このさえずりが人間の笑い声に似ている。特徴的な鳴き声から、動物園などでも飼育される。
繁殖期は夏で、巣は木のうろに作る。通常、2 - 4つの白い卵を産む。繁殖に参加しない個体が、抱卵や給餌を手伝う。巣立ち後も、繁殖に参加しなかった個体が、天敵から若鳥を守ることが知られている。非繁殖期も家族で生活し、通常、一生涯をその土地で過ごす。寿命は20年前後。
木の枝などに止まって獲物を探し、獲物を見つけると飛びかかり、大きなくちばしで獲物を捕える。日本のカワセミのように水に飛び込んで魚を捕食することは稀で、通常は地上で獲物を捕える。昆虫類からネズミ、ヘビに至るまで様々な小動物を捕食し、小鳥の巣を襲うこともある。

## 近縁種
ワライカワセミ属（Dacelo 属）は、他にも3種類が知られる。
- アオバネワライカワセミ D.leachii Blue-winged Kookaburra
- アルーワライカワセミ D.tyro Spangled Kookaburra
- チャバネワライカワセミ D.gaudichaud Rufous-bellied Kookaburra

アオバネワライカワセミはオーストラリア、アルーワライカワセミとチャバネワライカワセミはニューギニアに分布している。

## 保全状態
LEAST CONCERN (IUCN Red List Ver. 3.1 (2001))